# انتگرال عددی

انتگرال عددی تقریب عددی مساحت است.

انتگرال عددی (انگلیسی: Numerical integration) یا ادغام عددی و یکپارچه سازی عددی در آنالیز عددی است، انتگرال گیری عددی به منزله یک خانواده گسترده‌ای از الگوریتم برای محاسبه ارزش عددی از یک انتگرال معین است. این اصطلاح همچنین گاهی مورد استفاده برای توصیف راه حل عددی معادلات دیفرانسیل می‌باشد. مشکل اساسی در یکپارچه سازی عددی، محاسبه برای یک راه حل تقریبی به یک انتگرال معین است.

## تربیع
تربیع یک دوره تاریخی ریاضی است که به معنی محاسبه مساحت است. تربیع به عنوان یکی از منابع اصلی، مشکلات تجزیه و تحلیل ریاضی را رفع نموده‌است. با توجه به نظریه فیثاغورس و ریاضیدانان یونان باستان، در محاسبه مساحت به عنوان ساخته هندسی یک مربع، داشتن همان منطقه (تربیع) است. به همین دلیل روند تربیع نامگذاری شده‌است. به عنوان مثال: تربیع دایره، هلال بقراط، یک چهارم از قطع مخروط. این ساخت و ساز باید تنها با استفاده از پرگار انجام شود.